# Kvarnsjön (Österåkers socken, Uppland, 660683-164933)
Kvarnsjön är en insjö i Österåkers kommun i Uppland och ingår i Norrtäljeån-Åkerströms kustområde. Sjön är 3 meter djup, har en yta på 0,034 kvadratkilometer och är belägen 37 meter över havet. Den ligger cirka 3 kilometer norr om dess namne, Kvarnsjön och från orten Bammarboda samt cirka 600 meter från Storsjön.